# DV tribo
DV TRIBO foi um supergrupo de rap formado em Belo Horizonte entre 2015 e 2018, considerado um dos expoentes da Golden Era do Rap belo-horizontino.
Foi conhecida pelas afiadas críticas sociais em suas letras, características de todos os seus membros.

## Integrantes
- Djonga (rapper)
- Fbc
- Coyote Beatz
- Clara Lima
- Hot e Oreia

## Fim do Grupo
Em 03 de Abril de 2018, o Grupo comunicou a pausa por tempo indeterminado através de suas redes sociais
Em 25 de Setembro de 2022 A DV Tribo fez um show em Belo Horizonte, sinalizando um possível reencontro do grupo, hoje composto pelos maiores nomes da música hip hop mineira.